# Сингх, Никита
Никита Сингх (англ. Nikita Singh, род. 6 октября 1991, Патна) — индийская писательница. Она написала двенадцать книг, в том числе «Причина в тебе», «Каждый раз, когда идёт дождь», «Как песня о любви», «Обещание» и «После всего этого времени». Она внесла свой вклад в антологию рассказов под названием «25 поглаживаний доброты», а также стала редактором сборника. Её роман 2016 года «Как песня о любви» дебютировал под номером 2 в списке бестселлеров Hindustan Times. В следующем году Every Time It Rains дебютировал под номером 7 в том же списке.

## Ранние годы и карьера
Никита Сингх родилась в Патне, штат Бихар, и здесь она провела первые четыре года своей жизни. Затем она переехала в Индаур, где пошла в начальную школу. Она закончила обучение в школе Бриджфорд в Ранчи в 2008 году. В 2012 году она окончила фармацевтический факультет Института фармацевтического образования и исследований Акрополиса в Индауре. Затем она переехала в Нью-Йорк, чтобы получить степень магистра изящных искусств в области творческого письма в Новой школе в Нью-Йорке, которую она окончила в 2016 году. С 2017 года она вступила в постоянные отношения с гражданином США и в настоящее время проживает в Монреале, Канада.
В 2011 году Никита подписала контракт с Penguin Books India, а также присоединилась к Grapevine India в качестве редактора. Свою первую книгу «Love @ Facebook» она написала в возрасте 19 лет, когда она изучала фармацевтику. Love @ Facebook — это книга для молодых о девятнадцатилетней девушке, которая влюбляется в виджея после того, как подружилась с ним на Facebook. Под псевдонимом Сидхарт Оберой она также участвовала в написании книг из серии «Скамейки запасных», отредактировав первую книгу и написав вторую книгу из серии «Скамейки запасных: пропущенный звонок», которая была выпущена в июне 2012 года.
Huffpost назвал Сингх «ведущим автором романов Индии» в обширном профиле писательницы, составленном в 2017 году. В статье The Hindu она была названа «Богиней пикантных чтений». Сингх получила премию Live India Young Achievers Award в 2013 году и была номинирована на Первую международную премию молодых авторов, проведённую в апреле 2018 года в ОАЭ.
В сентябре 2011 года вышел сиквел романа Сингх «Любовь на Facebook» — «Случайно влюблена… В него? Опять?». Роман ориентирован на более взрослую аудиторию, чем Love @ Facebook. В феврале 2012 года вышла книга «Если это не навсегда… это не любовь». Книга о реальном происшествии, взрыве в Высоком суде Дели, который произошёл 7 сентября 2011 года. Главный герой книги был там, когда произошёл взрыв. Он натыкается на полусгоревший дневник, в котором записана история любви, и решает найти её. Никита также редактировала антологию «25 поглаживаний доброты».
Сингх также выступала на различных конференциях TEDx в колледжах и ведущих бизнес-школах Индии. Она также работала редактором в Grapevine India. Её книга Like a Love Song вышла в марте 2016 года. За ней последовала Every Time It Rains, выпущенная в феврале 2017 года. В феврале 2018 года её книга «Письма моему бывшему» была выпущена и широко продавалась на Индийском субконтиненте. Её последний роман The Reason Is You вышел в феврале 2019 года.